# Дегенеративно изкуство
Дегенеративното изкуство (на немски: Entartete Kunst), превеждано понякога като Изродено изкуство, е термин, въведен от идеолозите на Нацистка Германия за означение на онази част от авангардното изкуство, която е не само модернистична, но и антикласическа (според тях: еврейско-болшевишка, антигерманска) и следователно опасна както за нацията, така и за цялата арийска раса.

## История
Адолф Циглер организира пътуваща изложба с името „Дегенеративно изкуство“. Открита е на 19 юли 1937 г. в Мюнхен и посещава 12 големи германски града до 1941 г.
Въздигането на изроденото изкуство е предшествано от борбата срещу „израждането на изкуството“, която е част от по-широка културна политика на правителството на Адолф Хитлер. Като цяло ресорен отговорник за противодействието срещу израждането на изкуството е министърът на информацията и пропагандата Йозеф Гьобелс.
По партийна линия в НСДАП ресорен отговорник е Алфред Розенберг. За противодействие на еврейско-болшевишката линия в изкуството е създадена Държавната палата за изящни изкуства, чийто началник е Адолф Циглер.
Дефиницията на „дегенеративно изкуство“ е на Йозеф Гьобелс:
| „ | На евреина напълно липсва дълбоко вътрешно чувство за истинската красота. Евреите са предразположени душевно повече към скептичния интелектуализъм, отколкото към усета и изживяването на естествената красота и хармония. В този отрицателен аспект съществува и типично еврейско изкуство. Негови обекти са порочното и анормалното, подлото, болезненото и разпадащото се. Те се издигат до художествен идеал и се стараят да се наложат. Тези патологични прояви на културния живот ние обобщаваме с термина дегенеративно изкуство. То подхожда най-добре на еврейската природа и същина. | “ |

## Галерия
- Пощенска марка с репродукция на картината „Старият строител“ на Ернст Лудвиг Кирхнер, 1974
- Ернст Лудвиг Кирхнер, „Група художници“, 1926-1927